# 유진 매카시
유진 조셉 매카시(Eugene Joseph "Gene" McCarthy, 1916년 3월 29일 ~ 2005년 12월 10일)는 미국의 정치인, 연방 하원 의원(1949년 - 1959년), 연방 상원 의원(미네소타 선출 1959년 - 1971년)이다. 소속 정당은 민주당이며, 1976년 대통령 후보로 출마했다.

## 생애
상하원 모두 주로 외교위원회에서 활약했다. 맥카시는 린든 존슨 대통령의 베트남 개입 정책의 비판자로 의회의 베트남 반전 활동 지도자로 알려졌었다.
1968년 대통령 선거에서 현직 존슨 대통령이 민주당 경선을 뚫고 지명을 받는 것은 확실시 되고 있었다. 맥카시는 존슨에 맞서 뉴햄프셔 예비 선거에 출마했다. 그때, 그는 반전을 호소하여 많은 반전 운동가, 학생의 지지를 얻었다. 매카시는 이런 학생, 운동가를 중심으로 한 풀뿌리 선거 캠페인으로 지지를 호소했다. 이 예비 선거에서 매카시는 42%의 표를 획득, 존슨의 득표율 49%에 육박했다. 이 사태로 인해 존슨은 본가였던 민주당원의 지지를 상실한 것으로 드러나자, 언론들은 맥카시가 사실상 승리했다고 "판정"했다. 이러한 결과로 인해 존슨은 선거전에서 철수하여, 본선 불출마를 선언했다.
뉴햄프셔 예비 선거 후 민주당 경선은 혼란 양상을 보였다. 로버트 케네디 상원 의원이 출마하여, 가장 유력한 후보가 되었지만, 케네디는 캘리포니아주 예비 선거에서 승리한 후 암살되었다. 그 결과 시카고 전당대회에서 허버트 험프리 부통령이 지명되었지만, 험프리는 원래 경선에 출마하지 않았고, 이러한 선출 과정은 불투명하다는 비판을 받았다. 이듬 해 1972년 미국 대통령 선거에서 경선을 전주에 소개하고 경선 결과에 대의원을 후보자에게 배분하는 방법이 공화당, 민주 양당에서 결정된 것은 1968년의 반성에서 나온 것이었다.
1968년 후에도 1972년, 1992년 민주당 대통령 후보 경선에 출마했다. 그러나 매카시는 이후 민주당 떨어져 활동하는 것이 눈에 띄었다. 1976년에 독립 후보로 대선에 출마한 것은 그 단적인 예이다. 1980년 미국 대통령 선거에서는 공화당의 로널드 레이건 전 캘리포니아 주지사를 지원했다. (다른 설에 의하면 자유주의 정당의 에드워드 클라크 후보를 지지했다.) 2000년 미국 대통령 선거에서 녹색당의 랠프 네이더 후보를 지지했다.

## 역대 선거 결과
| 선거명      | 직책명                        | 대수 | 정당            | 득표율 | 득표수 (선거인단) | 결과 | 당락                     |
| ----------- | ----------------------------- | ---- | --------------- | ------ | ----------------- | ---- | ------------------------ |
| 1948년 선거 | 하원의원 (미네소테 제4선거구) | 81대 | 민주당          | 59.43% | 78,476표          | 1위  | 미네소테주 하원의원 당선 |
| 1950년 선거 | 하원의원 (미네소테 제4선거구) | 82대 | 민주당          | 60.39% | 59,930표          | 1위  | 미네소테주 하원의원 당선 |
| 1952년 선거 | 하원의원 (미네소테 제4선거구) | 83대 | 민주당          | 61.71% | 98,015표          | 1위  | 미네소테주 하원의원 당선 |
| 1954년 선거 | 하원의원 (미네소테 제4선거구) | 84대 | 민주당          | 63.01% | 81,651표          | 1위  | 미네소테주 하원의원 당선 |
| 1956년 선거 | 하원의원 (미네소테 제4선거구) | 85대 | 민주당          | 64.07% | 103,320표         | 1위  | 미네소테주 하원의원 당선 |
| 1958년 선거 | 상원의원 (미네소타 제1부)     | 86대 | 민주당          | 52.95% | 608,847표         | 1위  | 미네소타주 상원의원 당선 |
| 1964년 선거 | 상원의원 (미네소타 제1부)     | 89대 | 민주당          | 60.34% | 931,363표         | 1위  | 미네소타주 상원의원 당선 |
| 1968년 선거 | 미국의 대통령                 | 37대 | 무소속          | 0.04%  | 25,552표 (0명)    | 8위  | 낙선                     |
| 1976년 선거 | 미국의 대통령                 | 39대 | 무소속          | 0.91%  | 740,460표 (0명)   | 3위  | 낙선                     |
| 1988년 선거 | 미국의 대통령                 | 41대 | 미네소타 진보당 | 0.03%  | 30,905표 (0명)    | 7위  | 낙선                     |

## 참고 자료
- Eugene J McCarthy Lectureship[깨진 링크(과거 내용 찾기)] at 세인트 존스 대학교
- Eugene McCarthy (1916–2005): The Legacy of the Former Senator and Anti-War Presidential Candidate
- Eugene J. McCarthy, Senate Dove Who Jolted '68 Race, Dies at 89 — The New York Times
- Minnesota senator shook world in '68 — Star Tribune of Minneapolis
- FBI file on Eugene McCarthy
- Gentle Senator, Presidential Hopeful Empowered U.S. Antiwar Movement — 워싱턴 포스트
- Eugene Joseph McCarthy, a maverick presidential candidate, died on December 10, aged 89 — The Economist
- Some poems by Eugene McCarthy
- "Eugene McCarthy: Candidacy inspired antiwar movement" Los Angeles Times, 11 December 2005 보관됨 2013-01-27 - archive.today
- "No Success Like Failure." by Jon Wiener. The Nation, May 3, 2004, 50–53.
- Ron Schuler's Parlour Tricks: Eugene McCarthy from 1916 to 2005
- Eugene McCarthy's 1968 announcement speech 보관됨 2014-04-04 - 웨이백 머신
- A 1968 McCarthy for President brochure 보관됨 2012-02-08 - 웨이백 머신
- "Gene McCarthy" Article by 조지 맥거번 in The Nation, (2005년 12월 15일)
- When Gene McCarthy Met with Che Guevara by Al Eisele, The Huffington Post, 2009년 3월 25일
- Saint John's University Archives Presentation on McCarthy's University Days created by Peggy Roske, University Archivist, 2010
- Obituary 보관됨 2007-09-27 - 웨이백 머신 from the National Catholic Reporter